# Institute for Monetary and Financial Stability
Das Institute for Monetary and Financial Stability (IMFS) ist ein wirtschafts- und rechtswissenschaftliches Zentrum der Johann Wolfgang Goethe-Universität Frankfurt am Main mit einem Fokus auf Notenbanken. Im Fokus der interdisziplinären Forschung stehen die Aufgaben, Kompetenzen und Befugnisse von Zentralbanken in der Geldpolitik sowie die Regulierung und Finanzaufsicht. Das Institut mit Sitz im House of Finance, in dem die wirtschaftswissenschaftlichen Aktivitäten der Universität zusammengefasst sind, wurde 2007 zur Durchführung des Projekts „Währungs- und Finanzstabilität“ gegründet und wird von der Stiftung Geld und Währung mitfinanziert.
Ein weiteres Anliegen ist die Nachwuchsförderung, insbesondere die Graduiertenausbildung. Hinzu kommt der Wissenstransfer in die Welt der Kreditinstitute, der Zentralbanken sowie der politischen Entscheidungsträger. Weiterhin soll die Arbeit des IMFS das Bewusstsein für die Bedeutung stabilen Geldes und solider Finanzen in der Öffentlichkeit schärfen. Einmal jährlich veranstaltet das IMFS die internationale Konferenz "The ECB and Its Watchers", auf der Notenbanker, Finanzmarktteilnehmer und Wissenschaftler aktuelle Fragen der Geldpolitik diskutieren.
Das Direktorium umfasst drei Kernprofessuren. Dazu kommen vier weitere Professuren.
- Volker Wieland ist Geschäftsführender Direktor und Inhaber der Stiftungsprofessur für Volkswirtschaftslehre, insbesondere monetäre Ökonomie. Forschungsschwerpunkte von Wieland umfassen die Geld- und Fiskalpolitik, Konjunkturzyklen und makroökonomische Modelle, Inflation und Deflation, Lernverhalten und wirtschaftliche Dynamik sowie numerische Methoden in der Makroökonomie.
- Roland Broemel ist Inhaber der Professur für Öffentliches Recht, Wirtschafts- und Währungsrecht, Finanzmarktregulierung und Rechtstheorie. Zu seinen Forschungsschwerpunkte gehören auch rechtswissenschaftliche Aspekte der Digitalisierung und algorithmenbasierter Anwendungen.
- Alexander Meyer-Gohde ist Inhaber der Professur für Finanzmärkte und Makroökonomie. Seine Forschungsschwerpunkte sind die methodischen Grundlagen der Makroökonomie und deren Interaktion mit Finanzmärkten durch Nonlinearität hinsichtlich Risiko und Unsicherheit sowie Marktfriktionen.